# 聖三一修道院 (維爾紐斯)

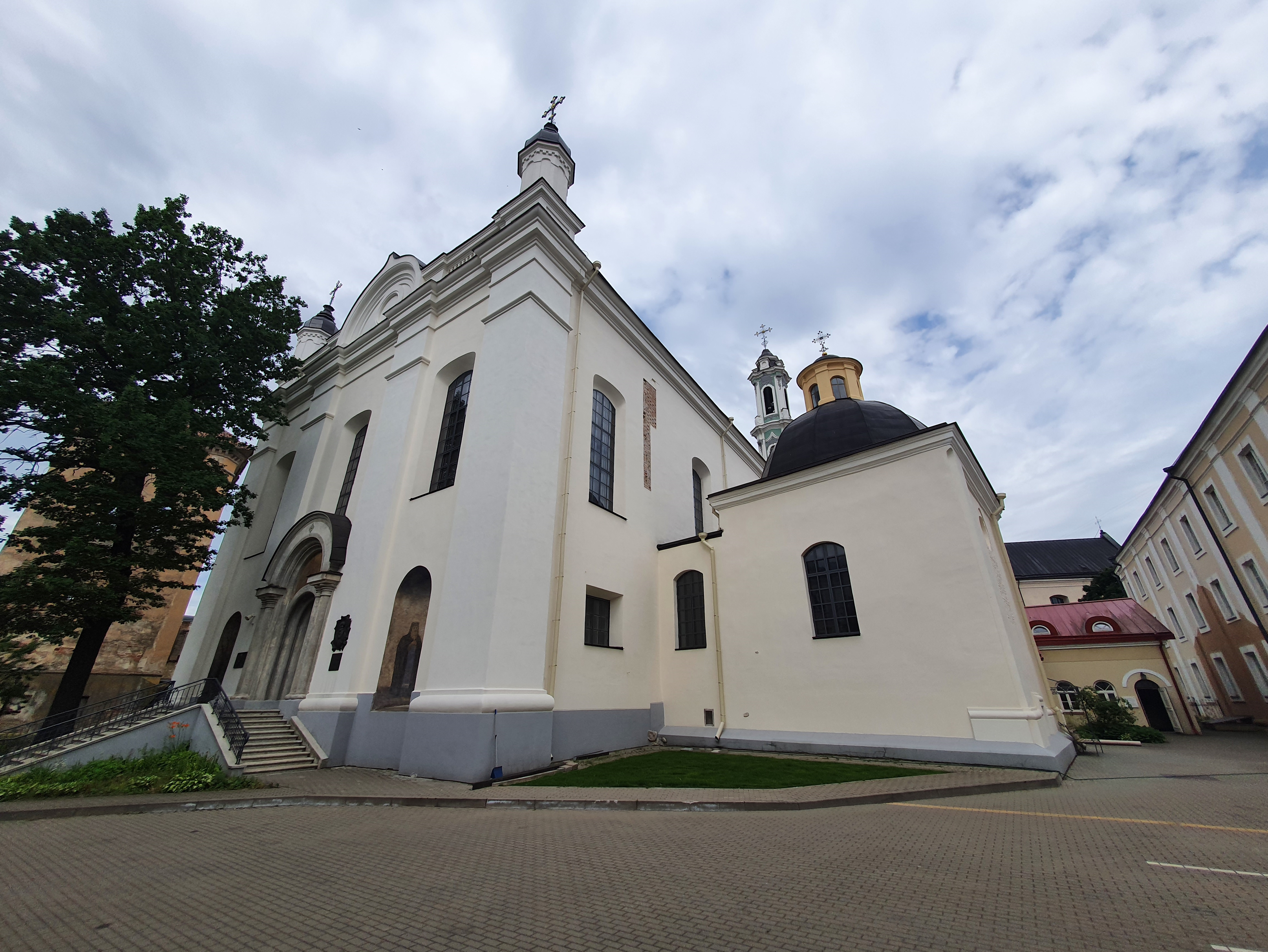
聖三一修道院

聖三一修道院是位於立陶宛首都維爾紐斯舊城的一座東儀天主教會修道院。聖三一修道院是一座巴洛克式建築。